# Nassarius
A Nassarius a csigák (Gastropoda) osztályának Neogastropoda rendjébe, ezen belül a Nassariidae családjába tartozó nem.

## Tudnivalók
A Nassarius-fajok világszerte megtalálhatók. Általában az iszapban és homokpadokon élnek az árapály térségben vagy annak közelében. A legtöbb Nassarius-faj dögevő, döglött halakkal és egyéb elhullott víziállatokkal táplálkozik. Az állatok üregükben ülve, hosszú szifójukkal szaglásznak táplálék után.

## Rendszerezés
A nembe az alábbi 326 élő faj és 107 fosszilis faj tartozik:
- Nassarius absconditus Gili, 2015
- Nassarius abyssicola (A. Adams, 1852)
- †Nassarius acteon MacNeil, 1960
- Nassarius acuminatus (Marrat, 1880)
- Nassarius acuticostus (Montrouzier, 1864)
- Nassarius acutus (Say, 1822)
- Nassarius adami Arthur & F. Fernandes, 1989
- Nassarius agapetus (R. B. Watson, 1882)
- Nassarius alabasteroides Kool, 2009
- Nassarius albescens (Dunker, 1846)
- Nassarius albinus (Thiele, 1930)
- Nassarius albomaculatus Rehder, 1980
- Nassarius alfuricus (Fischer in Wanner, 1927)
- Nassarius algidus (Reeve, 1853)
- †Nassarius amycliformis (Shuto, 1969)
- Nassarius angolensis (Odhner, 1923)
- †Nassarius angulatus (Brocchi, 1814)
- Nassarius anguliferus (A. Adams, 1852)
- †Nassarius anomalus (Harmer, 1914)
- †Nassarius antiquus (Bellardi, 1882)
- Nassarius aoteanus Finlay, 1926
- Nassarius arcadioi Rolán & Hernández, 2005
- Nassarius arcularia (Linnaeus, 1758) - típusfaj
- Nassarius arcus Cernohorsky, 1991
- Nassarius argenteus (Marrat, 1877)
- †Nassarius asperulus (Brocchi, 1814)
- Nassarius atlantideus Adam & Knudsen, 1984
- Nassarius babylonicus (R. B. Watson, 1882)
- Nassarius bailyi (Pilsbry & H. N. Lowe, 1932)
- †Nassarius bantamensis Oostingh, 1933
- Nassarius barsdelli Ladd, 1976
- †Nassarius beberkirianus (K. Martin & Icke, 1906)
- Nassarius bellulus (A. Adams, 1852)
- Nassarius bellus (Marrat, 1877)
- Nassarius berniceae Willan & Beechey, 2015
- †Nassarius beureumensis Oostingh, 1933
- Nassarius bicallosus (E. A. Smith, 1876)
- Nassarius biendongensis Kool, 2003
- Nassarius bifarius (Baird, 1873)
- Nassarius bimaculosus (A. Adams, 1852)
- †Nassarius bolangoi (Ladd, 1976)
- †Nassarius bonellii (Sismonda, 1847)
- Nassarius boucheti Kool, 2004
- Nassarius bourbonensis Kool, 2015
- †Nassarius brebioni Van Dingenen, Ceulemans, Landau & C. M. Silva, 2015
- Nassarius brunneostoma (Stearns, 1893)
- Nassarius bruuni Adam & Knudsen, 1984
- †Nassarius cabrierensis (Fontannes, 1878)
- Nassarius cadeei Kool, 2006
- Nassarius caelatus (A. Adams, 1852)
- Nassarius caelolineatus Nesbitt & Pitt, 1986
- Nassarius callospira (A. Adams, 1852)
- Nassarius camelus (Martens, 1897)
- Nassarius candei (d'Orbigny, 1847)
- Nassarius candens (Hinds, 1844)
- Nassarius capensis (Dunker, 1846)
- Nassarius capillaris (R. B. Watson, 1882)
- Nassarius castus (Gould, 1850)
- Nassarius catallus (Dall, 1908)
- †Nassarius cautleyi (d'Archiac & Haime, 1854)
- Nassarius celebensis (Schepman, 1907)
- Nassarius cernohorskyi Kool, 2005
- Nassarius cerritensis (Arnold, 1903)
- Nassarius chibi (Habe, 1960)
- †Nassarius chiereghinii (Bellardi, 1882)
- Nassarius cinctellus (Gould, 1850)
- Nassarius cinnamomeus (A. Adams, 1852)
- Nassarius circumcinctus (A. Adams, 1852)
- Nassarius clarus (Marrat, 1877)
- †Nassarius clathratus (Born, 1778)
- Nassarius collarius (C. B. Adams, 1852)
- †Nassarius columbinus Van Dingenen, Ceulemans, Landau & C. M. Silva, 2015
- †Nassarius companyoi (Fontannes, 1879)
- Nassarius compertus Fernández-Garcés, Espinosa & Rolán, 1990
- Nassarius comptus (A. Adams, 1852)
- Nassarius concinnus (Powys, 1835)
- †Nassarius congrua (Yokoyama, 1926)
- Nassarius conoidalis (Deshayes, 1833)
- Nassarius consensus (Ravenel, 1861)
- Nassarius coppingeri (E. A. Smith, 1881)
- Nassarius coriolis Kool, 2009
- Nassarius coronatus (Bruguière, 1789)
- Nassarius coronulus (A. Adams, 1852)
- †Nassarius corrugatus (Brocchi, 1814)
- †Nassarius crassigranosus (Tate, 1888)
- Nassarius crassiusculus (Nyst, 1845)
- †Nassarius crebresulcatus (Bellardi, 1882)
- Nassarius crebricostatus (Schepman, 1911)
- Nassarius crematus (Hinds, 1844)
- Nassarius crenoliratus (A. Adams, 1852)
- Nassarius dakarensis (Fischer-Piette & Nicklès, 1946)
- Nassarius dekkeri Kool, 2001
- Nassarius delicatus (A. Adams, 1852)
- Nassarius delosi (Woodring, 1946)
- †Nassarius demissus (Yokoyama, 1923)
- †Nassarius denselineatus (Nagao, 1928)
- Nassarius dentifer (Powys, 1835)
- Nassarius deshayesianus (Issel, 1866)
- Nassarius deshayesii (Hombron & Jacquinot, 1848)
- Nassarius desmoulioides (G. B. Sowerby III, 1903)
- Nassarius dijki (K. Martin, 1895)
- Nassarius dilutus (E. A. Smith, 1899)
- †Nassarius dimorphoides Oostingh, 1935
- †Nassarius dinizae Landau, C. M. Silva & Gili, 2009
- Nassarius disparilis (E. A. Smith, 1903)
- Nassarius distortus (A. Adams, 1852)
- Nassarius dorsatus (Röding, 1798)
- Nassarius dorsuosus (A. Adams, 1852)
- Nassarius echinatus (A. Adams, 1852)
- Nassarius ecstilbus (Melvill & Standen, 1896)
- †Nassarius elabratus (Doderlein, 1862)
- Nassarius elegantissimus Shuto, 1969
- Nassarius emilyae Moolenbeek & Dekker, 1994
- †Nassarius eniwetokensis Ladd, 1977
- Nassarius enzoi Bozzetti, 2007
- Nassarius euglyptus (G. B. Sowerby III, 1914)
- Nassarius eusulcatus (G. B. Sowerby III, 1902)
- Nassarius excellens (Kuroda & Habe, 1961)
- Nassarius exilis (Powys, 1835)
- Nassarius eximius (H. Adams, 1872)
- Nassarius exsarcus (Dall, 1908)
- †Nassarius exstincteliratus (Fischer in Wanner, 1927)
- Nassarius exulatus (E. A. Smith, 1911)
- †Nassarius falconeri (d'Archiac & Haime, 1854)
- Nassarius fenistratus (Marrat, 1877)
- †Nassarius fennemai Oostingh, 1939
- Nassarius fenwicki Kilburn, 1972
- †Nassarius ficaratiensis (Monterosato, 1891)
- Nassarius fidus (Reeve, 1853)
- Nassarius filmerae (G. B. Sowerby III, 1900)
- Nassarius filosus (Reeve, 1853)
- Nassarius fissilabris (A. Adams, 1852)
- Nassarius formosus (W. H. Turton, 1932)
- Nassarius fossae (Preston, 1915)
- Nassarius fossatus (Gould, 1850)
- Nassarius foveolatus (Dunker, 1847)
- Nassarius fraterculus (Dunker, 1860)
- Nassarius fraudator Cernohorsky, 1980
- Nassarius fraudulentus (Marrat, 1877)
- Nassarius frederici (Melvill & Standen, 1901)
- Nassarius fretorum (Melvill & Standen, 1899)
- †Nassarius fufanus (Fischer in Wanner, 1927)
- Nassarius fuscescens (Dautzenberg, 1912)
- Nassarius fuscolineatus (E. A. Smith, 1875)
- Nassarius fuscus (Hombron & Jacquinot, 1848)
- Nassarius gallegosi A. M. Strong & Hertlein, 1937
- Nassarius garuda Kool, 2007
- Nassarius gaudiosus (Hinds, 1844)
- Nassarius gayii (Kiener, 1834)
- Nassarius gemmuliferus (A. Adams, 1852)
- Nassarius gemmulosus (C. B. Adams, 1852)
- †Nassarius gendryi Van Dingenen, Ceulemans, Landau & C. M. Silva, 2015
- †Nassarius gigantulus (Michelotti, 1840)
- Nassarius glabrus J.-L. Zhang & S.-P. Zhang, 2014
- †Nassarius glagahensis Oostingh, 1935
- Nassarius glans (Linnaeus, 1758)
- Nassarius globosus (Quoy & Gaimard, 1833)
- Nassarius granifer (Kiener, 1834)
- Nassarius graphiterus (Hombron & Jacquinot, 1848)
- Nassarius gregarius (Grabau & S. G. King, 1928)
- Nassarius gruneri (Dunker, 1846)
- Nassarius gruveli Adam & Knudsen, 1984
- Nassarius guaymasensis (Pilsbry & H. N. Lowe, 1932)
- Nassarius haldemani (Dunker, 1847)
- Nassarius hansenae Kool, 1996
- Nassarius harpularia (Marrat, 1877)
- Nassarius harryleei García, 2001
- Nassarius helleri (Giner Mari, 1929)
- †Nassarius hemipolitus Nomura & Zimbo, 1935
- Nassarius hepaticus (Pulteney, 1799)
- Nassarius herosae Kool, 2005
- Nassarius himeroessa (Melvill & Standen, 1903)
- Nassarius hiradoensis (Pilsbry, 1904)
- Nassarius hirasei Kuroda & Habe, 1952
- Nassarius hirtus (Kiener, 1834)
- †Nassarius hongoensis Itoigawa, 1955
- Nassarius horridus (Dunker, 1847)
- Nassarius houbricki Kool & Galindo, 2014
- Nassarius howardae Chace, 1958
- Nassarius hugokooli Thach, 2016
- Nassarius humeratus J.-W. Yang & S.-P. Zhang, 2011
- †Nassarius iberoclathratus Landau, C. M. Silva & Gili, 2009
- Nassarius idyllius (Melvill & Standen, 1901)
- Nassarius ikedai Thach, 2017
- †Nassarius incognitus (Peyrot, 1925)
- †Nassarius incongruus Otuka, 1937
- †Nassarius infralaevis (Fischer in Wanner, 1927)
- Nassarius insculptus (Carpenter, 1864)
- Nassarius interliratus (E. A. Smith, 1876)
- Nassarius iodes (Dall, 1917)
- Nassarius irus (E. von Martens, 1880)
- Nassarius ischnus (Melvill, 1899)
- Nassarius jacksonianus (Quoy & Gaimard, 1833)
- Nassarius jactabundus (Melvill, 1906)
- Nassarius javanus (Schepman, 1891)
- Nassarius jonasii (Dunker, 1846)
- †Nassarius junghuhni (K. Martin, 1895)
- Nassarius kaicherae De Jong & Coomans, 1988
- Nassarius kiiensis Kira, 1954
- Nassarius kilburni Kool, 2019
- Nassarius kochianus (Dunker, 1846)
- †Nassarius kometubus Otuka, 1934
- †Nassarius kondangensis (Oostingh, 1939)
- Nassarius kooli Dekker & Dekkers, 2009
- Nassarius kraussianus (Dunker, 1846)
- †Nassarius kruizingai Oostingh, 1939
- Nassarius labiatus (A. Adams, 1853)
- †Nassarius labiosus (J. de C. Sowerby, 1824)
- Nassarius labordei (Giner Mari, 1929)
- †Nassarius landreauensis Van Dingenen, Ceulemans, Landau & C. M. Silva, 2015
- †Nassarius latecostatus (Suter, 1917)
- Nassarius lavanonoensis Bozzetti, 2006
- Nassarius lawsonorum Kilburn, 2000
- Nassarius leptospira (A. Adams, 1852)
- Nassarius levis Abbate & Cavallari, 2013
- Nassarius liberiensis (Knudsen, 1956)
- †Nassarius ligusticus (Bellardi, 1882)
- Nassarius limacinus (Dall, 1917)
- Nassarius limnaeiformis (Dunker, 1847)
- Nassarius livescens (Philippi, 1849)
- Nassarius lochi Kool, 1996
- Nassarius luctuosus (A. Adams, 1852)
- Nassarius maccauslandi Cernohorsky, 1984
- Nassarius macrocephalus (Schepman, 1911)
- †Nassarius macrodon (Bronn, 1831)
- †Nassarius madiunensis (K. Martin, 1895)
- Nassarius madurensis Kool, 2013
- Nassarius mammilliferus (Melvill, 1897)
- †Nassarius mandirensis Oostingh, 1939
- †Nassarius mangkalihatensis Beets, 1941
- Nassarius margaritifer (Dunker, 1847)
- Nassarius marmoreus (A. Adams, 1852)
- Nassarius marratii (E. A. Smith, 1876)
- †Nassarius martae Van Dingenen, Ceulemans, Landau & C. M. Silva, 2015
- †Nassarius martinelli Gili, 1992
- Nassarius martinezi Kool & Galindo, 2014
- Nassarius maxuitongi S.-Q. Zhang, S.-P. Zhang & H.-T. Li, 2019
- Nassarius megalocallus Adam & Knudsen, 1984
- †Nassarius megastoma (Bellardi, 1882)
- †Nassarius mekranicus (Vredenburg, 1925)
- Nassarius mendicus (Gould, 1850)
- †Nassarius merlei Van Dingenen, Ceulemans, Landau & C. M. Silva, 2015
- Nassarius micans (A. Adams, 1852)
- Nassarius mirabilis Bozzetti, 2007
- Nassarius miser (Dall, 1908)
- Nassarius mobilis (Hedley & May, 1908)
- Nassarius moestus (Hinds, 1844)
- Nassarius moolenbeeki Kool, 1995
- Nassarius muelleri (Maltzan, 1884)
- Nassarius multicostatus (A. Adams, 1852)
- Nassarius multigranosus (Dunker, 1847)
- Nassarius multipunctatus (Schepman, 1911)
- Nassarius multivocus Kool, 2008
- Nassarius mundus (Sturany, 1900)
- Nassarius mustelina (Gould, 1860)
- Nassarius myristicatus (Hinds, 1844)
- Nassarius nakayamai (Habe, 1958)
- Nassarius nanhaiensis S.-P. Zhang, 2013
- Nassarius natalensis (E. A. Smith, 1903)
- †Nassarius ngawianus (K. Martin, 1895)
- Nassarius nigellus (Reeve, 1854)
- Nassarius niger (Hombron & Jacquinot, 1848)
- Nassarius niveus (A. Adams, 1852)
- Nassarius nobilis (Thiele, 1925)
- Nassarius nodicinctus (A. Adams, 1852)
- Nassarius nodicostatus (A. Adams, 1852)
- Nassarius nodiferus (Powys, 1835)
- Nassarius nodulosus (Marrat, 1873)
- Nassarius noguchii (Habe, 1958)
- †Nassarius notoensis Masuda, 1956
- Nassarius novaezelandiae (Reeve, 1854)
- Nassarius nuceus (Pease, 1869)
- Nassarius nucleolus (Philippi, 1846)
- †Nassarius nuttalli (Ludbrook, 1978)
- Nassarius oberwimmeri (Preston, 1907)
- Nassarius obesus (G. Nevill & H. Nevill, 1875)
- †Nassarius oblongus (Sasso, 1827)
- Nassarius obvelatus (Deshayes, 1833)
- Nassarius ocellatus Kool & Galindo, 2014
- Nassarius olivaceus (Bruguière, 1789)
- Nassarius olomea Kay, 1979
- †Nassarius omuensis (H. Noda, 1980)
- Nassarius onchodes (Dall, 1917)
- Nassarius oneratus (Deshayes, 1863)
- Nassarius optimus (G. B. Sowerby III, 1903)
- Nassarius orissaensis (Preston, 1914)
- †Nassarius ovum K. Martin, 1880
- †Nassarius pacaudi Van Dingenen, Ceulemans, Landau & C. M. Silva, 2015
- Nassarius pachychilus (Maltzan, 1884)
- †Nassarius palumbis Van Dingenen, Ceulemans, Landau & C. M. Silva, 2015
- Nassarius paolomeli Cossignani, 2018
- Nassarius papillosus (Linnaeus, 1758)
- Nassarius parcipictus Adam & Knudsen, 1984
- †Nassarius patnuttalli Landau, C. M. Silva & Gili, 2009
- Nassarius patricius (Thiele, 1925)
- Nassarius paucicostatus (Marrat, 1877)
- Nassarius pauperatus (Lamarck, 1822)
- †Nassarius perdominulus Nomura & Zimbo, 1935
- Nassarius pernitidus (Dall, 1889)
- Nassarius perpinguis (Hinds, 1844)
- Nassarius persicus (Martens, 1874)
- Nassarius pictus (Dunker, 1846)
- †Nassarius plainei Van Dingenen, Ceulemans, Landau & C. M. Silva, 2015
- Nassarius plebejus (Thiele, 1925)
- Nassarius polistes (Dall, 1917)
- †Nassarius pontisnovi Cox, 1936
- Nassarius poppei Thach, 2018
- †Nassarius poteriensis Van Dingenen, Ceulemans, Landau & C. M. Silva, 2015
- Nassarius poupini Cernohorsky, 1992
- Nassarius praematuratus (Kuroda & Habe in Habe, 1960)
- †Nassarius prianganensis van Regteren Altena & Beets, 1945
- Nassarius protrusidens (Melvill, 1918)
- †Nassarius prysmaticus (Brocchi, 1814)
- Nassarius pseudoconcinnus (E. A. Smith, 1895)
- †Nassarius pseudodemissus Nomura & Zimbo, 1935
- †Nassarius pseudoovum Harzhauser, Raven & Landau, 2018
- Nassarius pseudopoecilostictus Adam & Knudsen, 1984
- †Nassarius pseudoserratus Adam & Glibert, 1976
- Nassarius psila (R. B. Watson, 1882)
- Nassarius pullus (Linnaeus, 1758)
- Nassarius pulvinaris (Martens, 1881)
- Nassarius pumilio (E. A. Smith, 1872)
- Nassarius punctatus (A. Adams, 1852)
- Nassarius pupinoides (Reeve, 1853)
- Nassarius pyramidalis (A. Adams, 1853)
- †Nassarius pyrenaicus (Fontannes, 1879)
- Nassarius pyrrhus (Menke, 1843)
- Nassarius quadrasi (Hidalgo, 1904)
- Nassarius quantulus (Gould, 1860)
- Nassarius quercinus (Marrat, 1880)
- Nassarius radians Kool & Galindo, 2014
- Nassarius rainbowae Gili, 2015
- †Nassarius rectus (Dollfus & Dautzenberg, 1886)
- †Nassarius reductus Vermeij & Wesselingh, 2002
- Nassarius reeveanus (Dunker, 1847)
- Nassarius rehderi Cernohorsky, 1980
- †Nassarius reticosus (J. Sowerby, 1815)
- Nassarius reunionensis Cernohorsky, 1988
- †Nassarius reussi (K. Martin, 1880)
- Nassarius rhinetes S. S. Berry, 1953
- Nassarius richeri Cernohorsky, 1992
- †Nassarius ridibundus Lozouet, 1999
- Nassarius roissyi (Deshayes, 1833)
- Nassarius roseae Cossignani, 2017
- †Nassarius rubusindicus Oostingh, 1939
- Nassarius rufus (Dunker, 1847)
- Nassarius samiae Kool, 2006
- Nassarius sanctaehelenae (A. Adams, 1852)
- Nassarius scabriusculus (Powys, 1835)
- Nassarius scalaris (A. Adams, 1852)
- Nassarius scissuratus (Dall, 1889)
- †Nassarius semistriatus (Brocchi, 1814)
- Nassarius semisulcatus (Hombron & Jacquinot, 1848)
- †Nassarius separabilis Laws, 1939
- Nassarius sesarmus (Marrat, 1877)
- Nassarius shacklefordi (Melvill & Standen, 1896)
- Nassarius shaskyi McLean, 1970
- Nassarius signatus (Dunker, 1847)
- †Nassarius simizui Otuka, 1934
- Nassarius sinarum (Philippi, 1851)
- Nassarius sinusigerus (A. Adams, 1852)
- Nassarius siquijorensis (A. Adams, 1852)
- Nassarius smithii (Marrat, 1877)
- †Nassarius socialis (Hutton, 1886)
- †Nassarius solidus (Bell, 1898)
- Nassarius sordidus (A. Adams, 1852)
- Nassarius speciosus (A. Adams, 1852)
- †Nassarius sperlingensis Adam & Glibert, 1976
- †Nassarius spiraliscabrus (Chapman & Gabriel, 1914)
- Nassarius spiratus (A. Adams, 1852)
- Nassarius splendidulus (Dunker, 1846)
- Nassarius stigmarius (A. Adams, 1852)
- Nassarius stimpsonianus (C. B. Adams, 1852)
- Nassarius stolatus (Gmelin, 1791)
- †Nassarius striatulus (Eichwald, 1829)
- Nassarius striatus (C. B. Adams, 1852)
- Nassarius strongae Thach, 2018
- Nassarius subbalteatus MacNeil, 1961
- Nassarius subconstrictus (G. B. Sowerby III, 1899)
- †Nassarius subcopiosus (Ludbrook, 1958)
- †Nassarius subincognitus Lozouet, 1999
- †Nassarius sublirellus (Tate, 1888)
- Nassarius subspinosus (Lamarck, 1822)
- Nassarius subtranslucidus (E. A. Smith, 1903)
- Nassarius succinctus (A. Adams, 1852)
- Nassarius sufflatus (Gould, 1860)
- Nassarius sumatranus (Thiele, 1925)
- †Nassarius sundaicus Oostingh, 1939
- Nassarius swearingeni Petuch & R. F. Myers, 2014
- Nassarius tabescens (Marrat, 1880)
- Nassarius tadjallii Moolenbeek, 2007
- Nassarius taeniolatus (Philippi, 1845)
- †Nassarius talahabensis (K. Martin, 1921)
- †Nassarius tambacanus (K. Martin, 1884)
- Nassarius tangaroai Kool, 2006
- Nassarius tango F. Scarabino, 2004
- †Nassarius tatei (Tenison Woods, 1879)
- Nassarius tateyamensis Kuroda, 1929
- Nassarius teretiusculus (A. Adams, 1852)
- Nassarius thachi Dekker, 2004
- Nassarius thachorum Dekker, Kool & van Gemert, 2016
- Nassarius thaumasius (Sturany, 1900)
- Nassarius tiarula (Kiener, 1841)
- Nassarius townsendi (Dall, 1880)
- Nassarius tritoniformis (Kiener, 1841)
- Nassarius troendleorum Cernohorsky, 1980
- †Nassarius tunetoyensis Nomura & Hatai, 1936
- Nassarius turbineus (Gould, 1845)
- †Nassarius turgens (Bellardi, 1882)
- †Nassarius turonensis (Deshayes, 1844)
- †Nassarius turpis Van Dingenen, Ceulemans, Landau & C. M. Silva, 2015
- Nassarius turulosus (Risso, 1826)
- †Nassarius vandervlerki Oostingh, 1939
- †Nassarius vanesi Oostingh, 1935
- Nassarius vanessae Bozzetti, 2014
- Nassarius vangemerti Moolenbeek, 2010
- Nassarius vanpeli Kool, 2005
- Nassarius vanuatuensis Kool & Galindo, 2014
- Nassarius variciferus (A. Adams, 1852)
- †Nassarius varicosecostatus (Fischer in Wanner, 1927)
- Nassarius velatus (Gould, 1850)
- Nassarius velvetosus Kool & Galindo, 2014
- †Nassarius venemai (Koperberg, 1931)
- Nassarius venustus (Dunker, 1847)
- Nassarius vidalensis (Barnard, 1959)
- Nassarius vinctus (Marrat, 1877)
- Nassarius vitiensis (Hombron & Jacquinot, 1848)
- Nassarius vittatus (A. Adams, 1853)
- Nassarius webbei (Petit de la Saussaye, 1850)
- Nassarius websteri Petuch & Sargent, 2012
- Nassarius whiteheadae Cernohorsky, 1984
- Nassarius wilsoni (C. B. Adams, 1852)
- Nassarius wolffi (Knudsen, 1956)

Az alábbi taxon meglehet, hogy nem ebbe a nembe tartozik:
- Nassarius goniopleura (Dall, 1908) (taxon inquirendum)

Az alábbi 4 taxonnév nomen dubiumként, azaz „kétséges névként” szerepel:
- Nassarius aethiopicus (Marrat, 1873) (nomen dubium)
- Nassarius crenulatus (Bruguière, 1792) (nomen dubium)
- Nassarius kieneri (Anton, 1838) (nomen dubium)
- Nassarius nigrolabrus (Verrill, 1880) (nomen dubium)